# Championnat de Jamaïque de football 2009-2010
Navigation
Saison précédente Saison suivante
La saison 2009-2010 du Championnat de Jamaïque de football est la trente-sixième édition de la première division en Jamaïque, la National Premier League. Elle rassemble les douze meilleurs clubs du pays au sein d'une poule unique où ils jouent à trois reprises les uns contre les autres. À l’issue de cette phase régulière, les six premiers s’affrontent une nouvelle fois pour le titre tandis que les six derniers se rencontrent pour éviter la relégation.
C'est le club de Harbour View FC qui remporte le championnat cette saison après avoir terminé en tête du classement final avec onze points d'avance sur le tenant du titre, Tivoli Gardens FC et dix-sept sur Waterhouse FC. C'est le troisième titre de champion de Jamaïque de l'histoire du club.

## Les clubs participants
| - Harbour View FC - Tivoli Gardens FC - Waterhouse FC - St. George SC - Rivoli United - Arnett Gardens FC | - Portmore United - Humble Lion FC - Promu de D2 - Boys' Town FC - Village United FC - August Town FC - Promu de D2 - Sporting Central Academy |

## Compétition
Le barème de points servant à établir le classement se décompose ainsi :
- Victoire : 3 points
- Match nul : 1 point
- Défaite : 0 point

### Classement
| Rang | Équipe                   | Pts | J  | G  | N  | P  | Bp | Bc | Diff |
| ---- | ------------------------ | --- | -- | -- | -- | -- | -- | -- | ---- |
| 1    | Harbour View             | 77  | 38 | 23 | 8  | 7  | 53 | 27 | +26  |
| 2    | Tivoli Gardens FCT       | 66  | 38 | 18 | 12 | 8  | 58 | 32 | +26  |
| 3    | Waterhouse FC            | 60  | 38 | 17 | 9  | 12 | 43 | 35 | +8   |
| 4    | St. George SC            | 50  | 38 | 12 | 14 | 12 | 32 | 38 | -6   |
| 5    | Boys' Town FCC           | 49  | 38 | 12 | 13 | 13 | 33 | 36 | -3   |
| 6    | Village United FC        | 48  | 38 | 11 | 15 | 12 | 35 | 40 | -5   |
|      |                          |     |    |    |    |    |    |    |      |
| 7    | Portmore United          | 47  | 38 | 11 | 14 | 13 | 24 | 28 | -4   |
| 8    | Arnett Gardens FC        | 45  | 38 | 10 | 15 | 13 | 36 | 38 | -2   |
| 9    | Sporting Central Academy | 43  | 38 | 9  | 16 | 13 | 33 | 34 | -1   |
| 10   | Humble Lion FCP          | 43  | 38 | 9  | 16 | 13 | 32 | 36 | -4   |
| 11   | Rivoli United            | 42  | 38 | 9  | 15 | 14 | 36 | 45 | -9   |
| 12   | August Town FCP          | 36  | 38 | 9  | 9  | 20 | 28 | 54 | -26  |

|  | Champion de Jamaïque 2009-2010                                            |
|  | Relégation directe en deuxième division                                   |
|  | T : Tenant du titre C : Vainqueur de la Coupe de Jamaïque P : Promu de D2 |

## Bilan de la saison
| Championnat de Jamaïque de football 2009-2010                        |                            |
| Champion                                                             | Harbour View FC (3e titre) |
| Coupes et trophées                                                   |                            |
| Vainqueur de la Coupe de Jamaïque 2009-2010                          | Boys' Town FC              |
| Qualifications continentales                                         |                            |
| CFU Club Championship 2011                                           | Aucun                      |
| Promotions et relégations                                            |                            |
| Promus en Jamaïque League                                            | Benfica Saint-Ann          |
| Promus en Jamaïque League                                            | Reno FC                    |
| Relégués en Championnat de Jamaïque de football de deuxième division | Rivoli United              |
| Relégués en Championnat de Jamaïque de football de deuxième division | August Town FC             |